# Maj-Britt Jonsson-Tiger
Maj-Britt Ingegärd Jonsson-Tiger, född 27 maj 1921 i Hudiksvall, död 5 december 2002 i Ystad, var en svensk målare och grafiker.
Jonsson-Tiger studerade vid Tekniska skolan och Pernbys målarskola i Stockholm samt vid Académie de la Grande Chaumière i Paris. Separat ställde hon bland annat ut i Stockholm, Kristianstad, Halmstad, Malmö och Göteborg samt medverkade i ett flertal grupp- och samlingsutställningar. Hon arbetade med bildkonst utförd i olja, akvarell eller grafik. Jonsson-Tiger är representerad vid Statens konstråd, Stockholms kommun och Malmö kommun. I Degeberga visas 2003 en minnesutställning med Maj-Britt Jonsson-Tigers konst.